# Frostburg (Maryland)
Frostburg ist eine Stadt im Allegany County im US-Bundesstaat Maryland, Vereinigte Staaten und Teil der Metropolregion Cumberland. Das U.S. Census Bureau hat bei der Volkszählung 2020 eine Einwohnerzahl von 7027 ermittelt.
Sie war eine der ersten Städte an der National Road, einem Teil des heutigen U.S. Highway 40.
In Frostburg befindet sich die Frostburg State University, die von 5400 Studenten besucht wird und Teil des University System of Maryland ist.

## Geographie
Frostburg liegt im Nordwesten Marylands, 13 km westlich von Cumberland. Das Stadtgebiet dehnt sich auf eine Fläche von 3,42 km² aus und befindet sich im Georges Creek Valley in den Allegheny Mountains.
Im Jahr 2010 betrug die Einwohnerzahl 9002.
In Frostburg befinden sich das Hocking House, der Frostburg Historic District und das Borden Mines Superintendent’s House, die alle im National Register of Historic Places gelistet sind.

### Infrastruktur
Frostburg liegt am Interstate 68, der Maryland mit West Virginia verbindet, und am U.S. Highway 40. Von hier aus sind in Ostrichtung Atlantic City und in Westrichtung Park City erreichbar.

Logo der Frostburg State University

Neben der Frostburg State University mit 930 Arbeitsplätzen zählt das Softwareunternehmen Affiliated Computer Services mit 592 Beschäftigten zu den größten Arbeitgebern der Stadt.

### Klima
Aufgrund der Höhe von durchschnittlich 610 m und der Lage nahe der Allegheny Front hat Frostburg ein kälteres und feuchteres Klima als der Großteil des Staates. Nach der Effektiven Klimaklassifikation herrscht in Frostburg Feuchtes kontinentales Klima (Dfb) mit kalten, verschneiten Wintern und warmen, feuchten Sommern. Die tägliche Durchschnittstemperatur reicht von −3,4  °C im Januar bis zu 20,5  °C im Juli.
Durch Windstaus können die Fahrbedingungen auf dem Interstate 68 und dem U.S. Highway 40 sehr gefährlich sein; zudem fallen pro Jahr durchschnittlich 200 cm Schnee, und dies teilweise schon ab Oktober und bis zum Mai.
|                       | Jan  | Feb  | Mär  | Apr  | Mai   | Jun   | Jul   | Aug  | Sep  | Okt  | Nov  | Dez  |   |         |
| Mittl. Tagesmax. (°C) | 0,8  | 2,8  | 7,5  | 14,6 | 19,5  | 24,0  | 26,1  | 25,4 | 21,6 | 15,4 | 9,3  | 2,7  | ⌀ | 14,2    |
| Mittl. Tagesmin. (°C) | −7,6 | −6,6 | −3,1 | 2,7  | 7,8   | 12,6  | 14,9  | 14,3 | 10,6 | 4,7  | 0,0  | −5,2 | ⌀ | 3,8     |
|                       |      |      |      |      |       |       |       |      |      |      |      |      |   |         |
| Niederschlag (mm)     | 84,1 | 79   | 99,3 | 98,6 | 123,7 | 101,6 | 100,3 | 91,4 | 93,5 | 77,0 | 93,5 | 83,6 | Σ | 1.125,6 |
|                       |      |      |      |      |       |       |       |      |      |      |      |      |   |         |
| Regentage (d)         | 16,1 | 13,1 | 13,7 | 14,2 | 15,0  | 13,0  | 11,4  | 10,7 | 10,7 | 10,8 | 12,2 | 14,3 | Σ | 155,2   |

| −7,6 |

| −6,6 |

| −3,1 |

| 2,7 |

| 7,8 |

| 12,6 |

| 14,9 |

| 14,3 |

| 10,6 |

| 4,7 |

| 0,0 |

| −5,2 |

| −7,6 |

| −6,6 |

| −3,1 |

| 2,7 |

| 7,8 |

| 12,6 |

| 14,9 |

| 14,3 |

| 10,6 |

| 4,7 |

| 0,0 |

| −5,2 |

## Geschichte

### 19. Jahrhundert
Die Anfänge von Frostburg führen bis ins Jahr 1811 zurück, als Vermessungen für die National Road stattfanden, die Lebensmittel und Rohstoffe an die Ostküste transportieren sollte. Nachdem US-Präsident Thomas Jefferson 1806 den Bau der Straße genehmigt hatte, baute Meshach Frost im Gebiet des heutigen Frostburg das erste Haus und nannte es Highland Hall. Dieses Gebäude wurde von vielen Prominenten und Würdenträgern als Zwischenstopp bei ihrer Reise auf der National Road genutzt, woraufhin weitere Hotels gebaut wurden.
1842 beziehungsweise 1850 erreichten die Baltimore and Ohio Railroad und der Chesapeake and Ohio Canal die Nachbarstadt Cumberland. Hierdurch sank die Zahl der Reisenden auf der National Road, Frostburg selbst hingegen wurde weiterhin besucht. Steinkohlenbergbau wurde die erste größere Industrie in Frostburg, jedoch gab es aufgrund der Berge in Westmaryland früh Transportprobleme. Erst als die Eisenbahnstrecke fertiggestellt war, begann die Kohleindustrie aufzublühen.

### Besuch von Präsident Truman
Als US-Präsident Harry S. Truman nach seiner Präsidentschaft einen Chrysler geschenkt bekam, besuchte er mit seiner Frau am Vatertag 1953 auf seiner Reise Frostburg. Die beiden gaben Autogramme und unterhielten sich mit den Einwohnern. Truman besuchte außerdem eine bettlägerige ältere Dame, die sich die Hüfte gebrochen hatte.

### Tornado

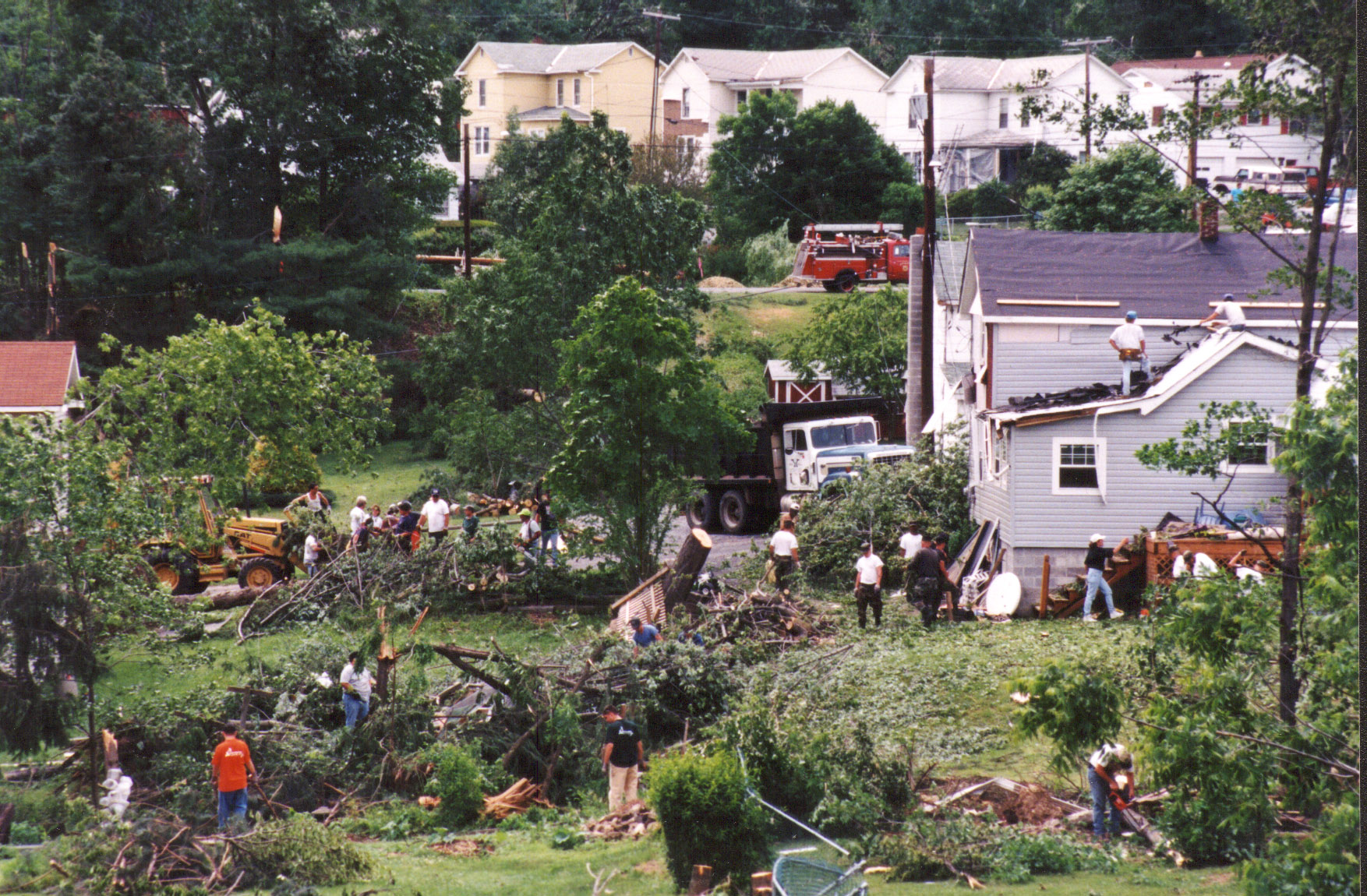
Schäden durch den Tornado von 1998

Am 2. Juni 1998 wurde Frostburg Opfer eines Tornados der Klassifikation F4, der 125 Häuser beschädigte, darunter auch die Grundschule.

## Söhne und Töchter der Stadt
- Michael Sprigg (1791–1845), Politiker, 1827–1831 Mitglied des US-Repräsentantenhauses
- James Sprigg (1802–1852), Politiker, 1841–1843 Mitglied des US-Repräsentantenhauses
- James Glenn Beall (1894–1971), Politiker, 1953–1965 US-Senator für Maryland
- Charles J. Colgan (1926–2017), Manager und Politiker
- William McMillan (1929–2000), Sportschütze und Olympiasieger

## Städtepartnerschaften
- Viljandi in Estland, seit 2000